# Клотц (династия)

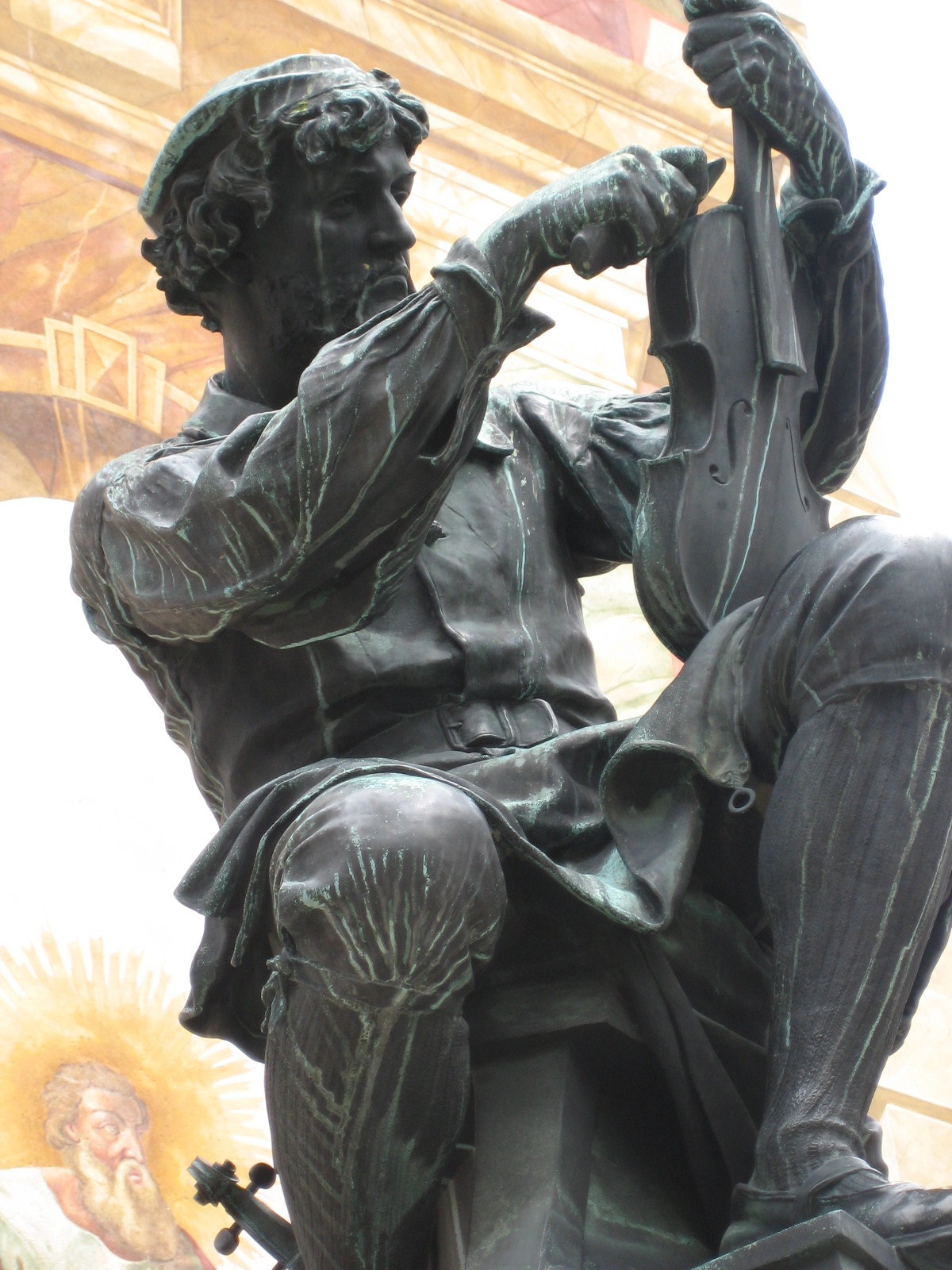
Памятник Матиасу Клотцу в Миттенвальде

Клотц (Клоц, нем. Klotz, Kloz, Cloz) — баварская профессиональная династия мастеров струнных смычковых инструментов. Все мастера этой династии родились и работали в Миттенвальде.
Родоначальник династии Матиас Клотц предположительно учился у Николо Амати и мастеров кремонской школы.
Инструменты, изготовленные мастерами династии с начала XVIII века, распространились по всей Европе.
Представители династии:
- Клотц, Матиас (1653—1743)
- Клотц, Георг (1687—1737)
- Клотц, Себастьян (1696—1775)
- Клотц, Иоганн Карл (1709—1769)
- Клотц, Йозеф (1743—1809)